# مليوني الأضلاع
في الهندسة الرياضية، مضلع مليوني (بالإنجليزية: Megagon) هو مضلع له 1000000 ضلع، في المضلع المنتظم، قياس كل زاوية رأس تساوي 179.99964°.

## المليوني المنتظم
يُمثَّل المضلع المليوني المنتظم برمز شليفلي {1,000,000} ويمكن إنشاؤه على شكل 500,000 مضلع، t{500,000}، 250,000 مضلع مقطوع مرتين، tt{250,000}، 125,000 مضلع مقطوع ثلاث مرات، ttt {125,000}، أو 62,500 مضلع مقطوع بأربع أضعاف، tttt{62,500}، أو 31,250 مضلع مقطوع بخمس أضعاف، ttttt{31,250 }، أو 15,625 مضلع مقطوع بستة أضعاف، tttttt{15,625 } .
المضلع المليوني المنتظم لديه زاوية داخلية تبلغ 179°59'58.704 أو 3.14158637 راديان. وتحسب مساحته A عندما يكون طول الضلع a بالعلاقة:
{\displaystyle A=250,000\ a^{2}\cot {\frac {\pi }{1,000,000}}.}
محيط المضلع المليوني المنتظم المدرج في دائرة الوحدة هو:
{\displaystyle 2,000,000\ \sin {\frac {\pi }{1,000,000}},}